# شعاع من الضوء
شعاع من الضوء (بالإنجليزية: Ray Of Light)‏ هو الألبوم الإستوديوالسابع للمغنية الأمريكية مادونا، الألبوم صدر في 20 فبراير 1998، يعتبر هذا الألبوم من روائع ألبومات التسعينات في موسيقى البوب، وقد اعتلى هذا الألبوم قوائم الألبومات الغنائية في العديد من دول العالم.
بيع منه أكثر من 16 مليون نسخة في مختلف أنحاء العالم.

## روابط خارجية
- شعاع من الضوء على موقع الموسوعة البريطانية (الإنجليزية)
- شعاع من الضوء على موقع أول موفي (الإنجليزية)